# Padre Antônio Soler
Antonio Francisco Javier José Soler Ramos, usualmente mais conhecido hoje como Padre Antonio Soler, (Olot, batizado em 3 de dezembro de 1729 — Mosteiro do Escorial,  20 de dezembro de 1783) foi um compositor espanhol cujas obras estão enquadradas entre o barroco tardio e o período clássico. Atualmente é mais conhecido por suas sonatas para teclado, uma importante contribuição para o repertório do cravo, piano e órgão.
Soler nasceu em Olot situado na província de Girona, Catalunha. Em 1736, com 6 anos, entrou para a escola do coro do grande Mosteiro de Montserrat onde ele estudou com o maestro residente, Benit Esteve, e o organista Benito Valls. Em 1744 foi designado organista da catedral em Seo de Urgel onde foi ordenado como sub-diácono. Mais tarde ele veio a ocupar os postos de mestre de capela em Leida e em El Escorial.
Ele tornou-se padre com 23 anos e sua rotina em Escorial, próximo a Madri, foi a mesma pelos próximos 31 anos. Seu dia de 20 horas eram divididos entre orações, contemplações e cultivo da terra, uma vida simples e sem vaidades. Mesmo assim, neste ambiente austero, ele produziu mais de 500 obras musicais. Entre elas, se situam cerca de 150 sonatas, muitas das quais, acredita-se que tenham sido escritas para seu aluno de música, o Infante Don Gabriel, um dos filhos do rei Carlos III. Não são conhecidos retratos de Soler.
Os trabalhos mais populares do Padre Soler são suas sonatas para teclado que se comparam às de Domenico Scarlatti, com quem suspeita-se que ele tenha estudado. Entretanto, os trabalhos de Soler são mais variados na forma do que os de Scarlatti, com algumas peças de três ou quatro movimentos, por exemplo, enquanto que as de Scarlatti são de um ou, no máximo, dois movimentos. As sonatas de Soler foram catalogadas no início do século XX pelo Frei Samuel Rubio e portanto a todas foi atribuído um número R.
Soler também escreveu concertos, quintetos para órgão e cordas, motetos, missas e peças para solo de órgão. Também escreveu, em 1762, um tratado sobre modulação: Llave de la modulación.
Seus Seis Concertos para Dois Órgãos ainda integram o repertório e têm sido gravados com freqüência. Um fandango anteriormente atribuído a Soler, que provavelmente tem sido executado mais do que qualquer de suas outras obras, é agora tido como de autoria duvidosa.

## Discografia selecionada
- Gravações de obras de Soler apenas
  - Soler: Fandango, 8 Sonatas. Interpretadas pelo cravista Nicolau de Figueiredo. Passacaille 2008
  - Soler: Fandango, 9 Sonatas. Interpretadas pelo cravista Scott Ross. Erato
  - Soler: Fandango & Sonatas. Interpretadas pelo cravista David Schrader. Cedille 004
  - Soler: Harpsichord Sonatas, vol. II. Interpretadas pelo cravista David Schrader. Cedille 009
  - Soler: Sonatas. Interpretadas pela pianista Elena Riu. Ensayo 9818
  - Soler: Sonatas para cravo. 12 CDs, interpretadas pelo cravista Gilberto Rowland. Naxos
- Gravações de obras de Soler e outros compositores
  - Partituras Espanholas Favoritas. Interpretadas pela pianista Alicia de Larrocha com R. Frühbeck de Burgos dirigindo a Royal Philharmonic Orchestra.  London/Decca Legends 467687
  - Grandes Pianistas Españoles. Interpretadas pela pianista Alicia de Larrocha. Rtve 65235
  - Piano Español. Interpretadas pelo pianista Jorge Federico Osorio. Cedille 075